# Río San Tadeo
Río San Tadeo är ett vattendrag i Chile.   Det ligger i regionen Región de Aisén, i den södra delen av landet, 1 500 km söder om huvudstaden Santiago de Chile.
Omgivningen kring Río San Tadeo består i huvudsak av gräsmarker. Området är nästan obefolkat, med mindre än två invånare per kvadratkilometer.